# وهدن (باكينجهامشير)
وهدن (بالإنجليزية: Whaddon, Buckinghamshire)‏ هي قرية و أبرشية مدنية تقع في المملكة المتحدة في إنجلترا. يقدر عدد سكانها بـ 533 نسمة .